# Скорінець
Скорі́нець — село в Україні, у Іванівській сільській громаді Чернігівського району Чернігівської області. Населення становить 272 осіб. До 2016 року орган місцевого самоврядування — Красненська сільська рада.

## Історія
12 червня 2020 року, відповідно до розпорядження Кабінету Міністрів України № 730-р «Про визначення адміністративних центрів та затвердження територій територіальних громад Чернігівської області», увійшло до складу Іванівської сільської громади.
17 липня 2020 року, в результаті адміністративно - територіальної реформи та ліквідації колишнього Чернігівського району, село увійшло до складу новоутвореного Чернігівського району Чернігівської області.

## Населення

### Мова
Розподіл населення за рідною мовою за даними перепису 2001 року:
| Мова            | Кількість | Відсоток |
| --------------- | --------- | -------- |
| українська      | 268       | 98.53%   |
| російська       | 2         | 0.73%    |
| білоруська      | 1         | 0.37%    |
| інші/не вказали | 1         | 0.37%    |
| Усього          | 272       | 100%     |

## Галерея

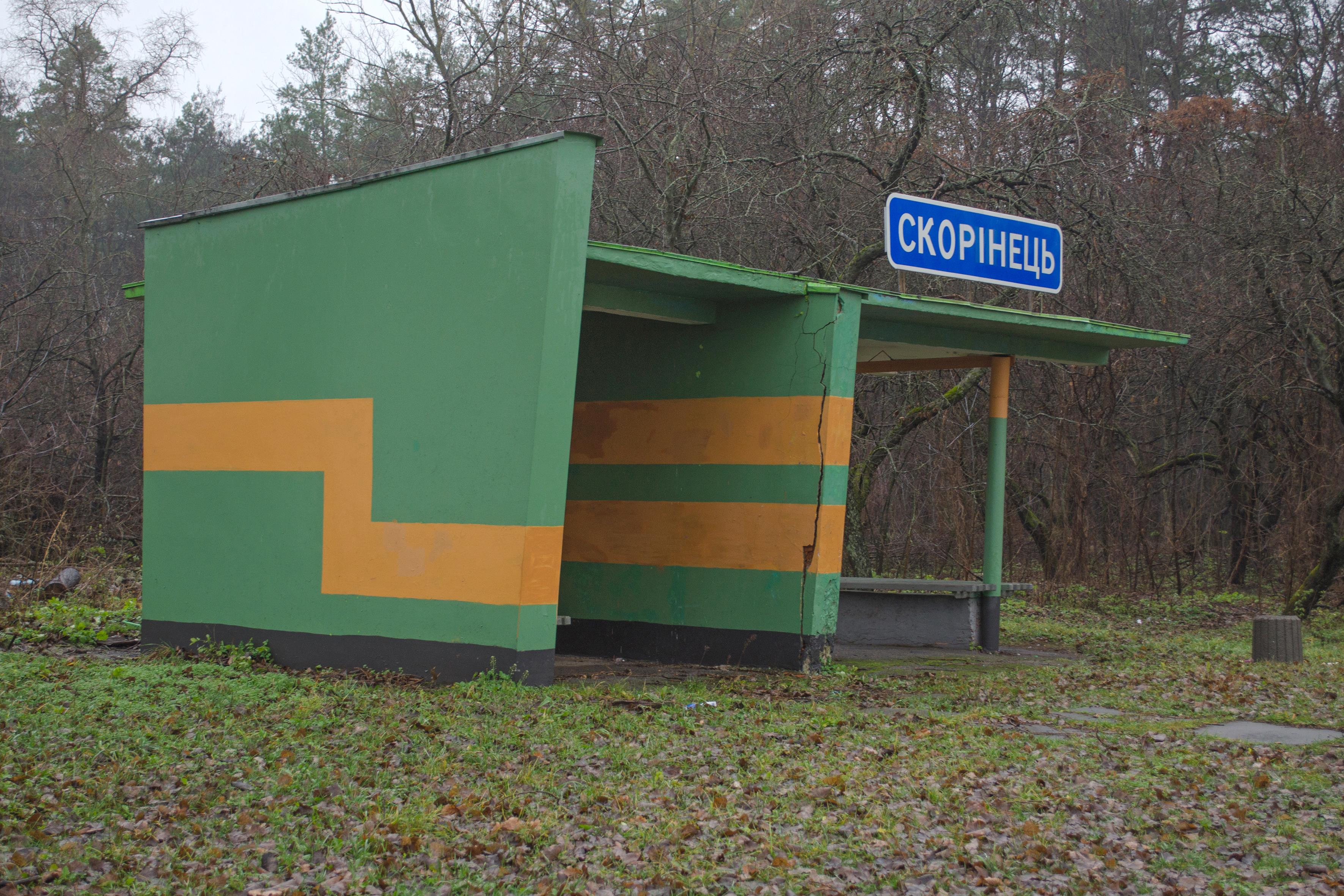
Зупинка
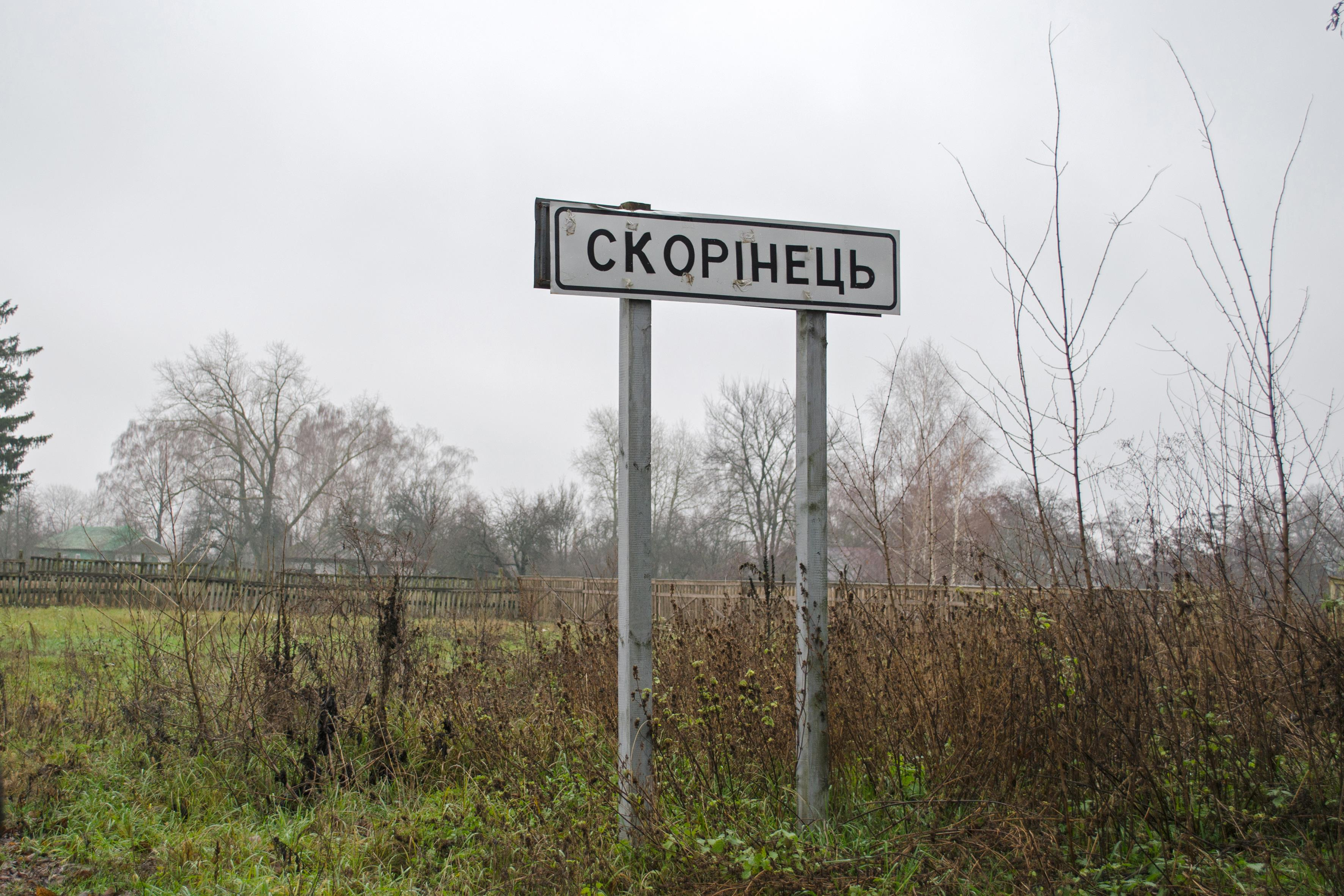
В'їзд до села
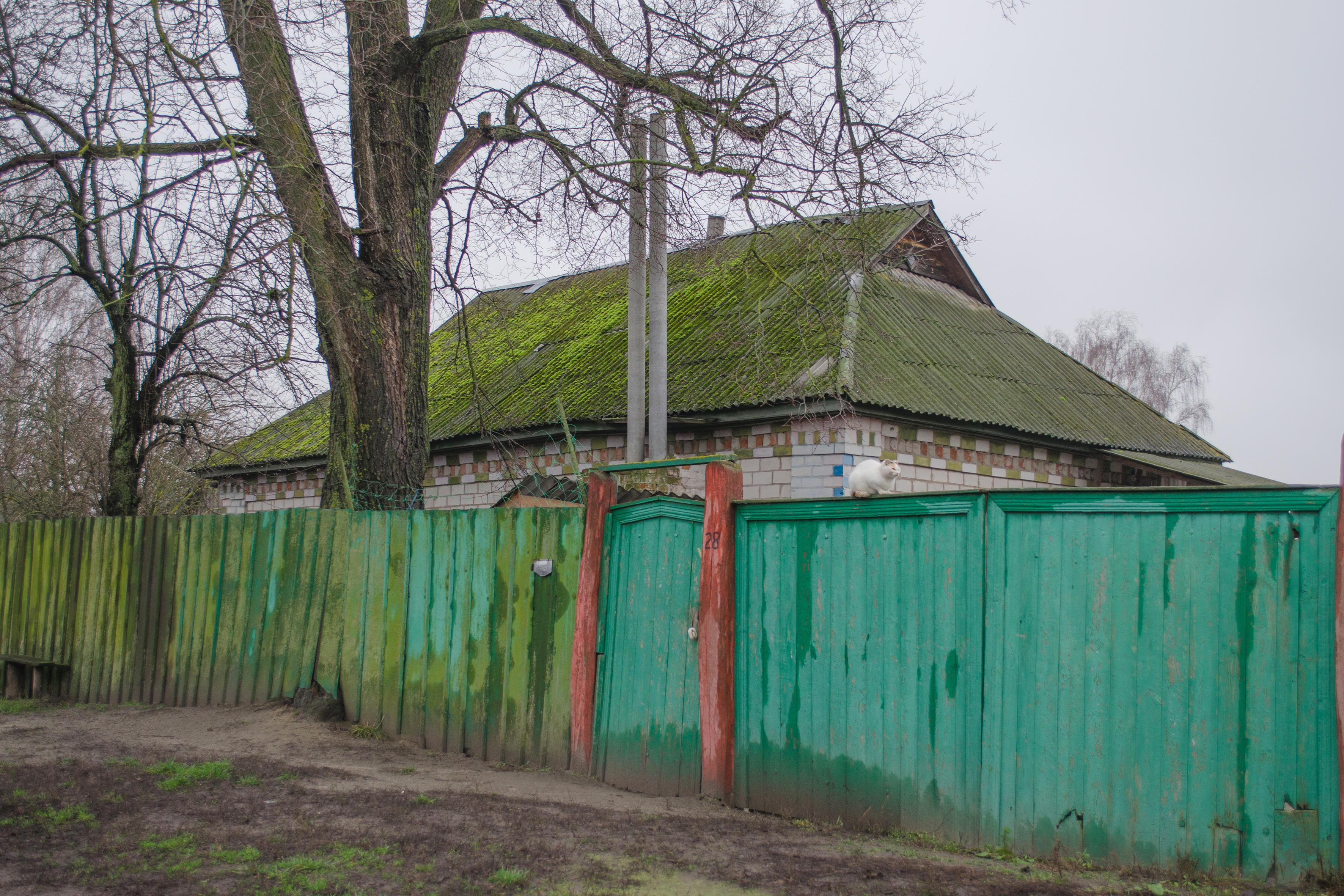
Будинок
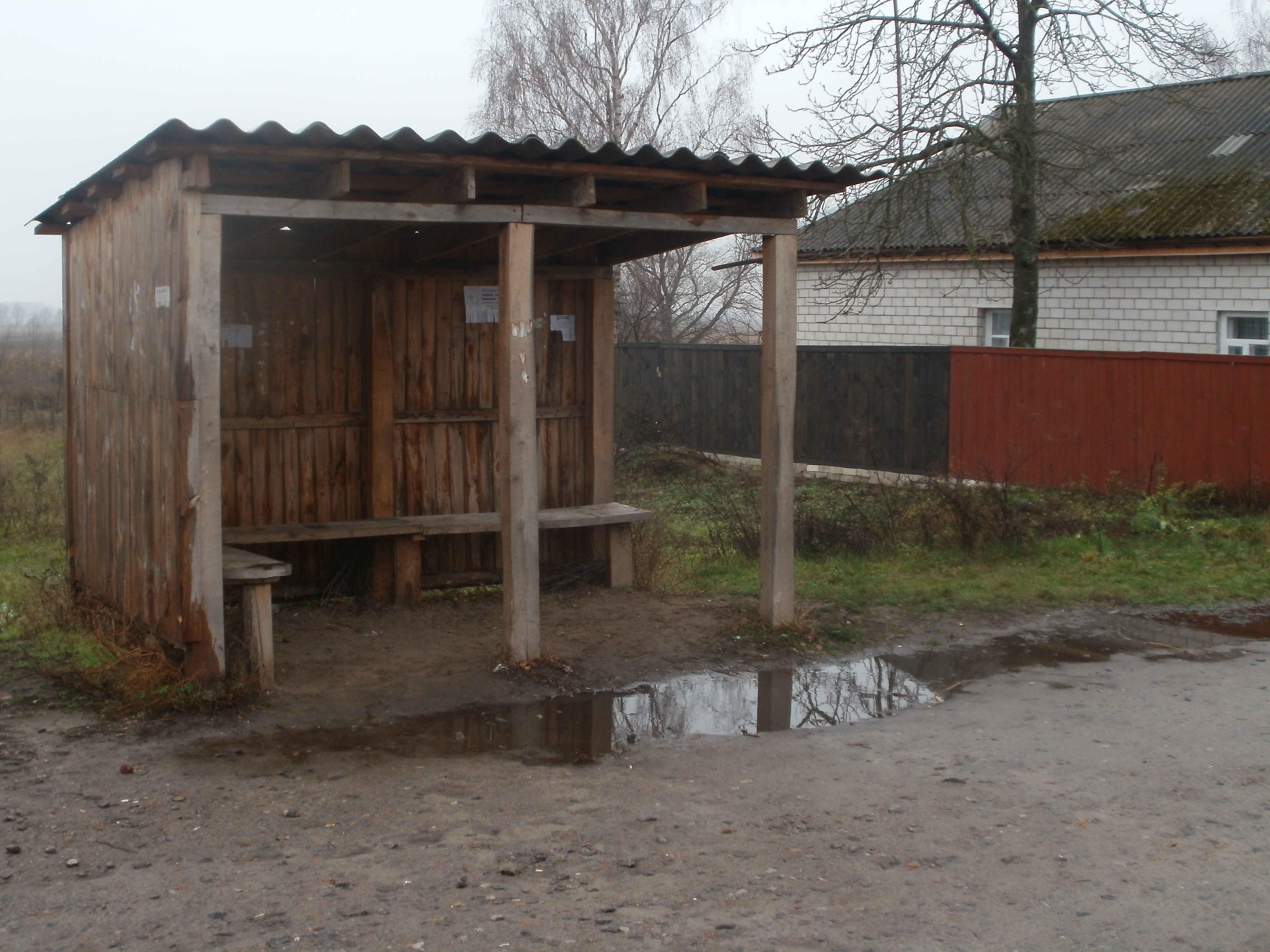
Зупинка
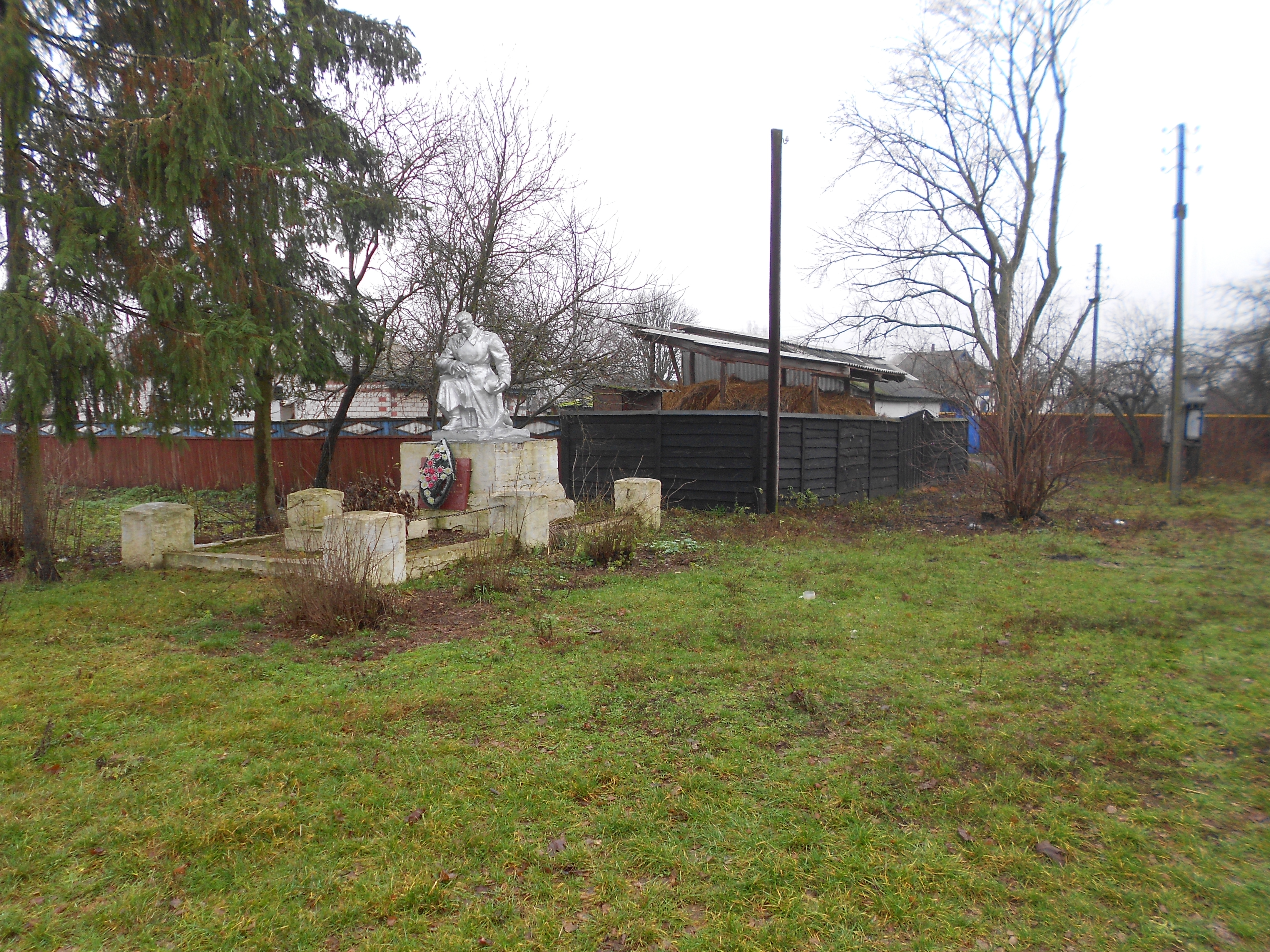
пам'ятник
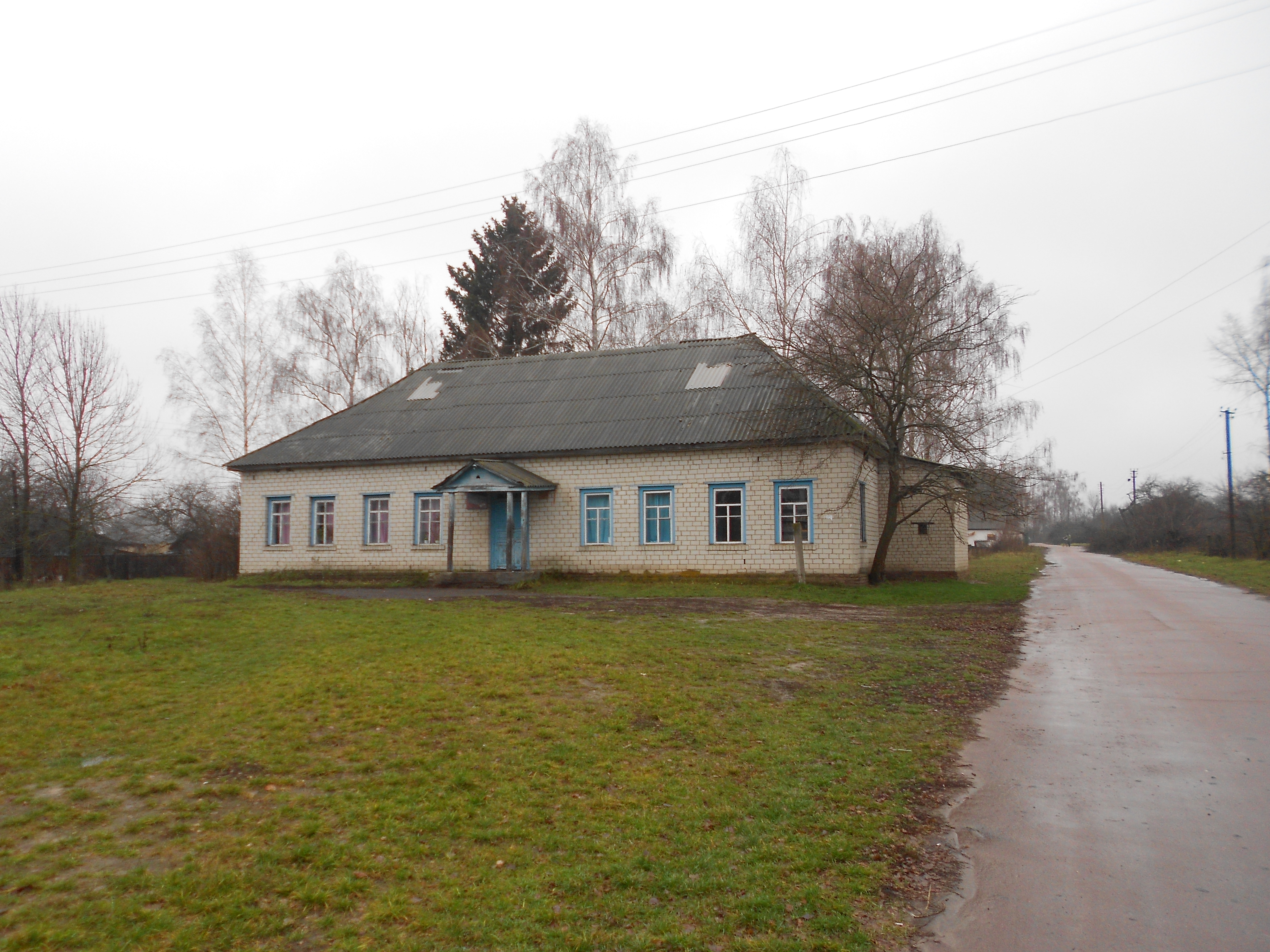
сільський клуб
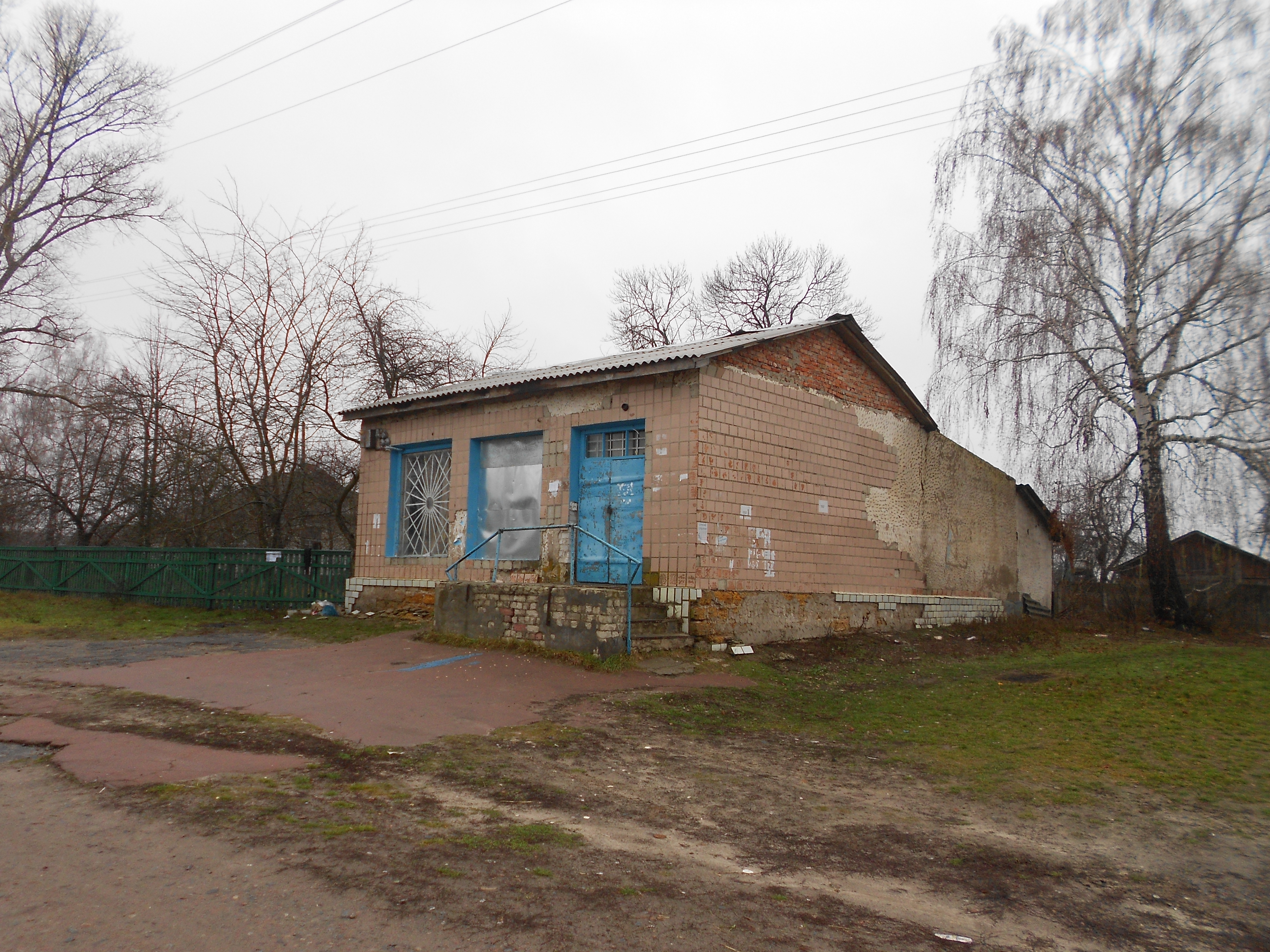
магазин